# Vodní mlýn v Okříškách
Vodní mlýn v Okříškách v okrese Třebíč je vodní mlýn, který stojí na Okříšském potoce ve svahu pod ulicí. Jeho barokní štít je chráněn jako nemovitá kulturní památka České republiky.

## Historie
Původně barokní mlýn u hráze malého rybníka byl zásadně přestavěn ve 2. polovině 20. století. Památkovou hodnotu si uchovalo pouze uliční průčelí členěné lizénovými rámy a završené vykrajovaným štítem.

## Popis
Mlýnice je součástí dispozice domu, je zděná, jednopatrová. Dochoval se zdobený zděný štít a plastická omítková výzdoba fasád a štítů.
Voda na vodní kolo byla vedena od rybníka. K roku 1930 je u mlýna zaznamenána pila. Toho roku měl mlýn 2 kola na vrchní vodu, obě o spádu 4,5 metru a výkonu 4,9 a 4,0 HP.